# 贝尼磷布韦
贝尼磷布韦（INN：bemnifosbuvir；开发代号：AT-527、RO7496998）是一种抗病毒药物，由Atea制药发明并授权罗氏进行临床开发。它也是一种新型核苷酸类似物前药，最初开发用于治疗丙型肝炎。贝尼磷布韦可充当RNA聚合酶抑制剂，从而干扰病毒复制。因此，它已被研究用于治疗冠状病毒疾病，例如SARS-CoV-2引起的疾病。该药物在早期临床试验中展现出良好的结果，但在后期却出现了不一致的结果。贝尼磷布韦的III期研究因为未能达到缓解症状的主要终点，也没有降低病毒载量，所以提前结束了。然而，该药物的耐受性良好，相对住院风险降低了71%。